# Humedal de Huasao

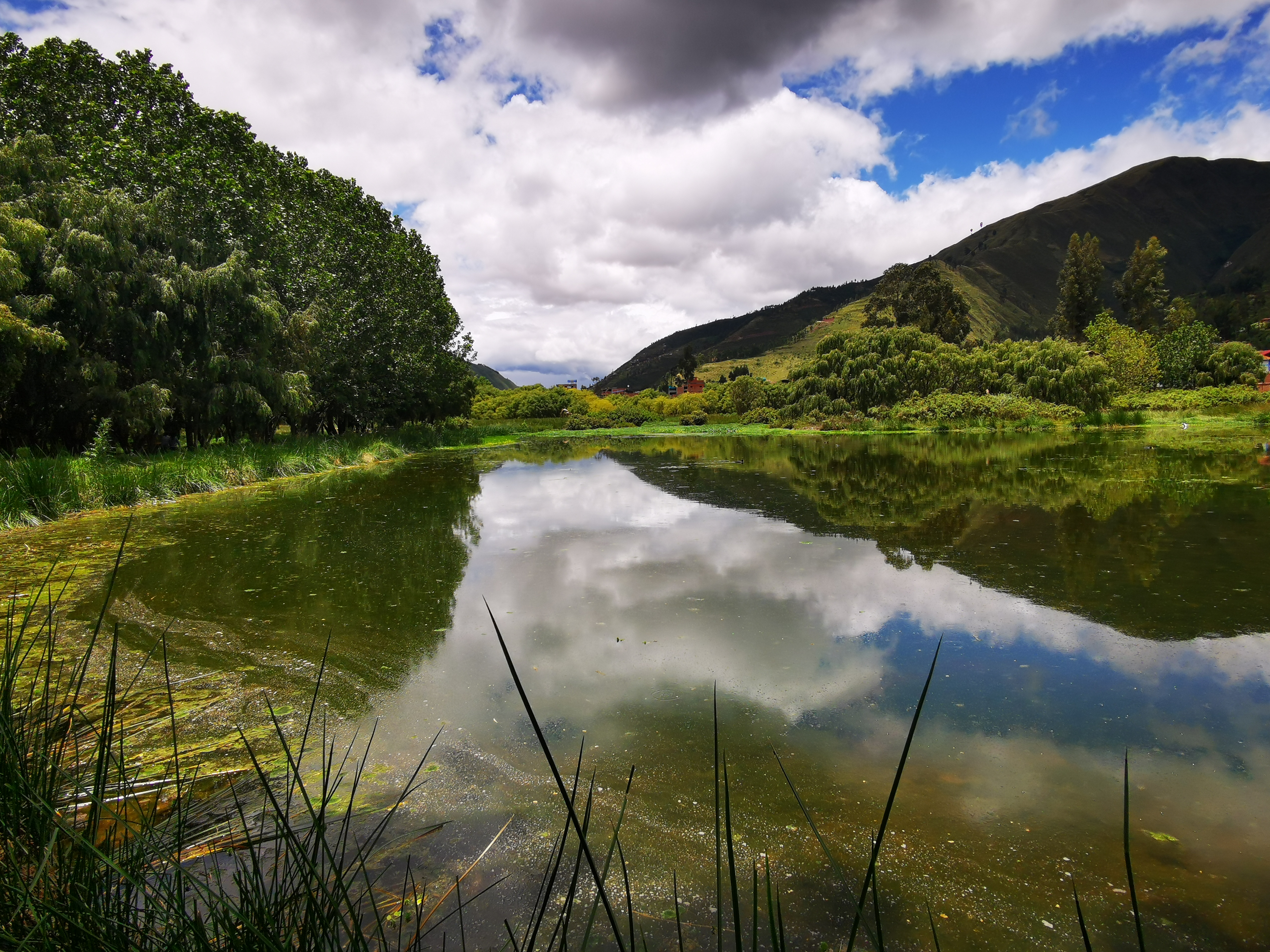
Vista del humedal.

Los humedales de Huasao-Oropesa se ubican en la localidad de Huasao, distrito de Oropesa, provincia de Quispicanchi, departamento del Cuzco. Tiene una extensión de 55,778.50 m2. Se encuentran a media hora en automóvil desde la ciudad del Cusco y constituyen una reserva paisajística que forma parte de la nueva oferta turística de la capital de la región.

## Recuperación de los humedales
Antes del año 2004, los humedales recibían la mayor parte de aguas servidas de la localidad de Huasao y la expansión urbana amenazaba aún más su territorio. Mediante un convenio con el Ministerio del Ambiente del Perú se puso en marcha el proyecto "Recuperación del ecosistema con potencial ecoturístico y belleza paisajística del humedal de Huasao, distrito de Oropesa, Quispicanchi, Cusco". El trabajo de recuperación rindió frutos y además de la recuperación del nicho ecológico de varias especies, ahora es lugar de anidamiento de algunas especies migratorias. El proyecto incluyó el diseño de réplicas de personajes de la cultura popular para atraer visitantes y asegurar la sostenibilidad de los humedales en el tiempo. Es así que personajes de las películas Guardianes de la Galaxia y de El Señor de los anillos se encuentran ahora en los humedales y configuran un nuevo atractivo turístico en la ciudad. Las esculturas diseñadas por el artista Juan Challco Chura llamaron la atención del director de cine James Gunn.
El parque temático abrió sus puertas al público en mayo del 2018.

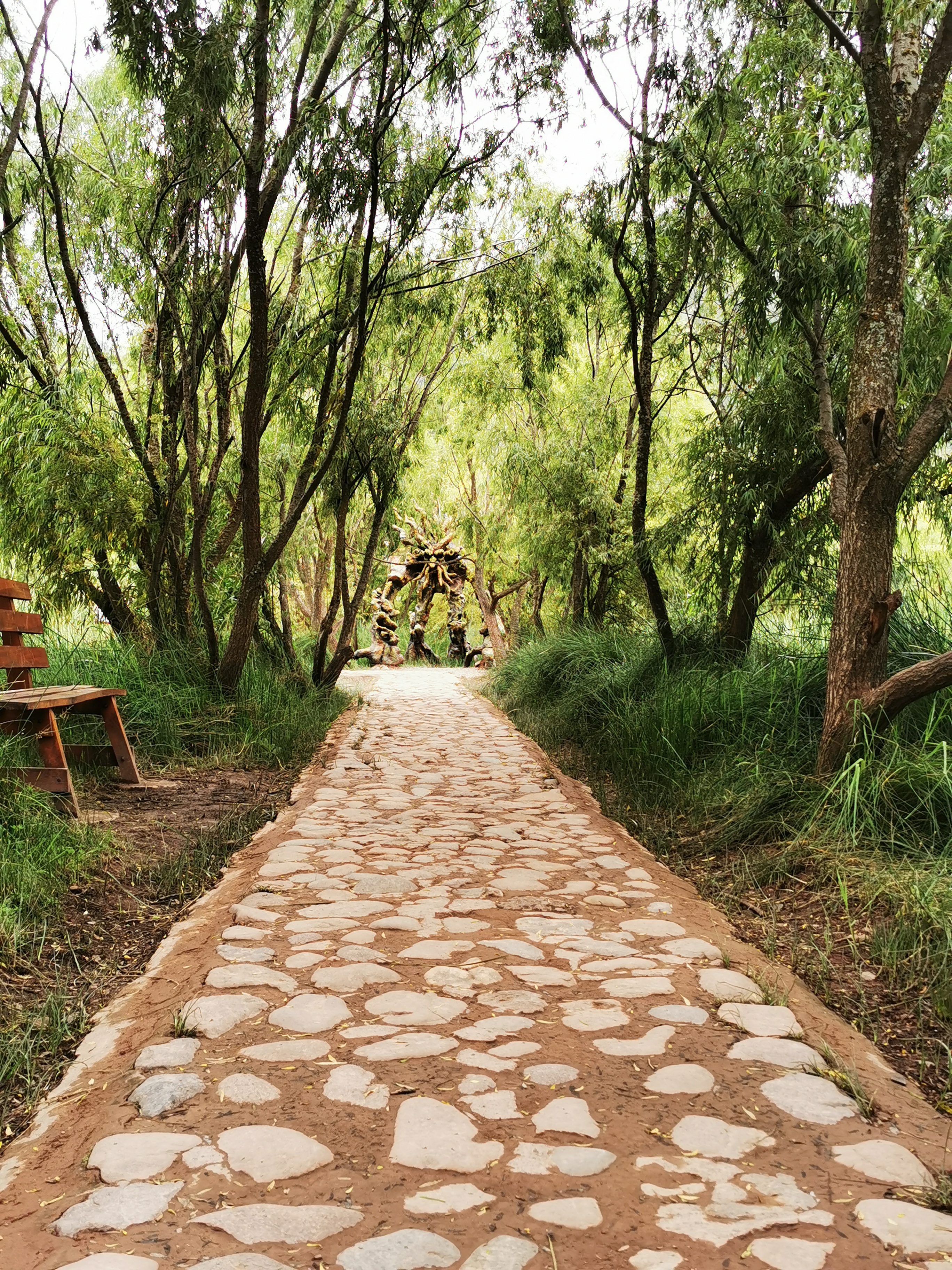
Ent instalado en los humedales de Huasao.

## Flora y fauna
Entre la flora característica de la zona se encuentra la nihua (Cortaderia sp), chachacomo (Escallonia resinosa), molle (Schinus molle), chillca (Baccharis latifolia) y la flor nacional del Perú Cantua buxifolia. Mientras que la fauna que destaca las huallatas (Chloephaga melanoptera) y patos andinos (Anas specularioides, Anas flavirostris y Anas puna).
|                        |
| B. latifolia o chillca |

|                           |
| Flora humedales de Huasao |

|                     |
| Gallineta americana |